# مطار طرابزون الدولي
مطار طرابزون هو مطار دولي يخدم مدينة طرابزون في تركيا.

## شركات الطيران
| شركـات طيـران          | الوجهات |
| ---------------------- | --- |
| العربية للطيران        | مطار الشارقة الدولي |
| الأناضول جت            | مطار إيسنبوغا الدولي، مطار صبيحة كوكجن الدولي، Van |
| Corendon Airlines      | موسمي: مطار كولونيا بون الدولي، مطار دوسلدورف الدولي |
| طيران أديل             | موسمي: مطار الملك عبد العزيز الدولي (تبدأ في 22 يونيو 2023)، مطار الملك خالد الدولي (تبدأ في 23 يونيو 2023) |
| فلاي دبي               | موسمي: مطار دبي الدولي |
| طيران ناس              | موسمي: مطار الأمير نايف بن عبد العزيز الدولي، مطار الملك خالد الدولي |
| الخطوط الجوية العراقية | موسمي: مطار بغداد الدولي |
| طيران الجزيرة          | موسمي: مطار الكويت الدولي |
| الخطوط الجوية الكويتية | موسمي: مطار الكويت الدولي |
| الطيران العماني        | مطار مسقط الدولي |
| خطوط بيغاسوس           | مطار أضنة شاكرباشا، مطار أنطاليا، مطار صبيحة كوكجن الدولي، مطار عدنان مندريس موسمي: مطار البحرين الدولي، مطار الملك فهد الدولي (تبدأ في 2 يونيو 2023)، مطار الملك عبد العزيز الدولي (تبدأ في 1 يونيو 2023)، مطار الكويت الدولي، مطار الملك خالد الدولي (تبدأ في 6 يونيو 2023)، مطار بن غوريون الدولي (تبدأ في 2 يونيو 2023) |
| الخطوط الجوية القطرية  | مطار حمد الدولي (تبدأ في 16 يونيو 2023) |
| طيران السلام           | موسمي: مطار مسقط الدولي |
| صن إكسبريس             | مطار أنطاليا، مطار دوسلدورف الدولي، مطار عدنان مندريس موسمي: مطار فرانكفورت، مطار شتوتغارت الدولي |
| الخطوط الجوية التركية  | مطار البحرين الدولي، مطار إسطنبول الدولي، مطار الأمير عبد المحسن بن عبد العزيز موسمي: مطار برلين براندنبرغ، مطار ميونخ الدولي |